# Try It Out
«Try It Out» es un sencillo del productor de música electrónica Skrillex lanzado el 14 de octubre de 2013 en colaboración con Alvin Risk. Fue lanzada en 3 versiones diferentes, una de ellas presenta la colaboración de Jason Aalon Butler de letlive.
La versión "Neon Mix" de este sencillo forma parte del álbum debut de Skrillex, Recess.

## Listado de canciones
| N.º | Título                                                         | Duración |  |
| 1.  | «Try It Out (Neon Mix)»                                        | 3:49     |  |
| 2.  | «Try It Out (Try Harder Mix)»                                  | 4:46     |  |
| 3.  | «Try It Out (Put Em Up Mix) con Jason Aalon Butler de letlive» | 5:22     |  |

## Antecedentes y lanzamiento
La canción «Try It Out» se estrenó en 'Egyptian Room' el 11 de octubre de 2011, en su forma demo original. Una versión en 2012 sale para el videojuego Call of Duty: Black Ops II. El mix vip debutó en el show Rinse FM el 16 de enero de 2013.
Más tarde, la versión del Black Ops se combinó con la canción de Alvin Risk "Yeah", para dar al luz al Neon Mix. El Neon Mix fue lanzado en iTunes.
El "Put Em Up Mix" es un mash-up de la canción de Alvin Risk con el mismo nombre, que estuvo en el Junk Food EP. En la voz está el vocalista de la banda de hardcore, letlive: Jason Aalon Butler.

## Video musical
Un video musical acompaña el lanzamiento de «Try It Out (Neon Mix)» que fue lanzando en Youtube el 9 de octubre de 2013.
Otro video musical del "Neon Mix" fue lanzado en Youtube el 5 de agosto de 2014. Fue dirigido por Tony T. Datis, quien dirigió muchos otros videos para Skrillex, incluyendo «Bangarang» y «First of the Year (Equinox)». Skrillex puso esto en la descripción del video: «I had a weird dream when I was with Alvin Risk somewhere in France...» (Tuve un sueño muy extraño cuando estaba con Alvin Risk en algún lugar de Francia...).

## Posicionamiento en las listas
| Año     | Lista                                             | Posición |
| ------- | ------------------------------------------------- | -------- |
| 2013-14 | Francia (SNEP)                                    | 185      |
| 2013-14 | Estados Unidos Dance/Electronic Songs (Billboard) | 19       |